# ون گوگ‌ها
ون گوگ‌ها (روسی: Ван Гоги) یک فیلم درام روسی است که در سال ۲۰۱۸ منتشر شد.

## گزیدهٔ بازیگران
- الکسی سربریاکوف
- دانیل اولبریخسکی
- اسوتلانا نمالیایوا
- الگا آستراومووا